# 线斑凤鳚
线斑凤鳚（学名：Salarias margaritatus）为鳚科凤鳚属的鱼类，俗名线斑动齿鳚。分布于太平洋的波利尼西亚、美拉尼西亚、北至日本以及西沙群岛等，主要生活于珊瑚礁以及岩礁岸边。